# Lista över huvudstäder i Armenien

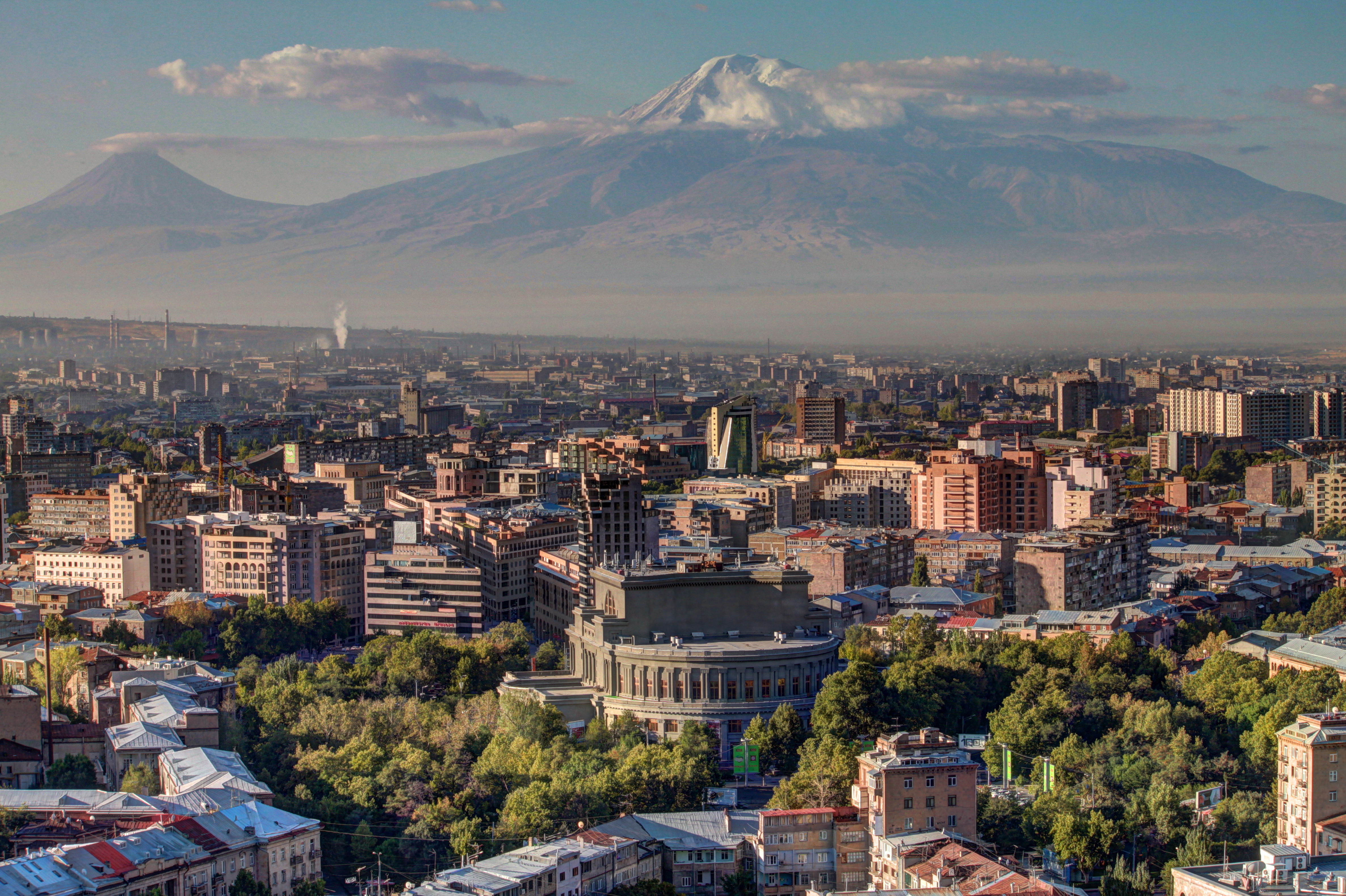
Jerevan

Lista över huvudstäder i Armenien förtecknar städer som varit huvudstäder i olika armeniska nationer sedan 800-talet före Kristus och fram till nutid.
| Nr | Huvudstad    | Period | Årtal                               | Varaktighet i år | Koordinater                                                       |
| -- | ------------ | --- | ----------------------------------- | ---------------- | ----------------------------------------------------------------- |
| 1  | Tushpa       | Urartu | 832 f.Kr.–590 f.Kr.                 | 242              | 38°30′N 43°23′Ö / 38.500°N 43.383°Ö                               |
| 2  | Armavir      | Orontiddynastin                                                                                                   | 331–210 f.Kr.                       | 121              | 40°04′55″N 44°02′00″Ö / 40.08194°N 44.03333°Ö                     |
| 3  | Jervandasjat | Orontiddynastin och Artaxiaddynastin                                                                              | 210-176 f.Kr.                       | 34               | 40°06′53″N 43°40′15″Ö / 40.11472°N 43.67083°Ö                     |
| 4  | Artasjat     | Artaxiaddynastin                                                                                                  | 176-77 f.Kr. och 69 f.Kr.-120 e.Kr. | 191              | 39°53′06″N 44°34′35″Ö / 39.88500°N 44.57639°Ö                     |
| 5  | Tigranakert  | Artaxiaddynastin                                                                                                  | 77–69 f.Kr.                         | 8                | 38°08′32″N 41°00′05″Ö / 38.1422°N 41.0014°Ö (osäker lokalisering) |
| 6  | Vagharshapat | Arsasiddynastin                                                                                                   | 120 e.Kr.–330 e.Kr.                 | 210              | 40°10′22″N 44°17′33″Ö / 40.17278°N 44.29250°Ö                     |
| 7  | Dvin         | Arsasiddynastin                                                                                                   | 336–428                             | 92               | 40°0′16.87″N 44°34′45″Ö / 40.0046861°N 44.57917°Ö                 |
| 8  | Bagaran      | Bagratidarmenien                                                                                                  | 885–890                             | 5                | 40°12′06″N 43°39′17″Ö / 40.20167°N 43.65472°Ö                     |
| 9  | Shirakavan   | Bagratidarmenien                                                                                                  | 890–929                             | 39               | 40°41′39″N 43°44′12″Ö / 40.69417°N 43.73667°Ö                     |
| 10 | Kars         | Bagratidarmenien                                                                                                  | 929–961                             | 32               | 40°37′N 43°6′Ö / 40.617°N 43.100°Ö                                |
| 11 | Ani          | Bagratidarmenien                                                                                                  | 961–1045                            | 84               | 40°30′27″N 43°34′22″Ö / 40.50750°N 43.57278°Ö                     |
| 12 | Tarsus       | Armeniska furstendömet Kilikien Armeniska kungariket Kilikien (Rubeniddynastin, Hethumiddynastin, Huset Lusignan) | 1080–1186                           | 106              | 36°55′00″N 34°53′44″Ö / 36.91667°N 34.89556°Ö                     |
| 13 | Sis          | Armeniska furstendömet Kilikien Armeniska kungariket Kilikien (Rubeniddynastin, Hethumiddynastin, Huset Lusignan) | 1186–1375                           | 189              | 37°26′40″N 35°48′37″Ö / 37.44444°N 35.81028°Ö                     |
| 14 | Jerevan      | Den armeniska första republiken (1918–1920) Armenien (från 1991)                                                  | 1918–1920 och 1991–                 |                  | 40°10′53″N 44°30′52″Ö / 40.18139°N 44.51444°Ö                     |